# Cantonul Agen-Nord
Cantonul Agen-Nord este un canton din arondismentul Agen, departamentul Lot-et-Garonne, regiunea Aquitania, Franța.

## Comune
- Agen (parțial, reședință)
- Colayrac-Saint-Cirq
- Foulayronnes
- Saint-Hilaire-de-Lusignan